# Castell Nanhyfer
Castell Nanhyfer är ett slott i Storbritannien.   Det ligger i kommunen Pembrokeshire och riksdelen Wales, i den södra delen av landet, 300 km väster om huvudstaden London. Castell Nanhyfer ligger 54 meter över havet.
Terrängen runt Castell Nanhyfer är kuperad åt sydväst, men åt nordost är den platt. Havet är nära Castell Nanhyfer åt nordväst. Runt Castell Nanhyfer är det ganska tätbefolkat, med 70 invånare per kvadratkilometer. Närmaste större samhälle är Cardigan, 11,2 km nordost om Castell Nanhyfer. Trakten runt Castell Nanhyfer består i huvudsak av gräsmarker.